# Vụ đánh bom Hạ viện Philippines 2007
Vụ đánh bom Batsang Pambansa năm 2007 là một vụ đánh bom tại cánh phía nam tòa nhà Batasang Pambansa (Quốc hội), nơi là trụ sở của Hạ viện, xảy ra vào đêm 13 tháng 11 năm 2007. Tòa nhà nằm ở đông bắc Thành phố Quezon đã nổ tung, các nhân chứng cho biết "mặt đất rung chuyển và nhiều mảng trần nhà bị đổ sập, một phần toà nhà bị phá toang."
Chủ tịch Hạ viện Jose de Venecia cho biết trên một cuộc phỏng vấn của đài phát thanh rằng "Đã có một quả bom nổ trong cánh nam của tòa nhà Batasan". Các dân biểu đang ở bên trong tòa nhà khi vụ nổ xảy ra, ngay sau khi phiên họp vừa kết thúc; học đã không được phép rời tòa nhà.
Một người có tên là Marcial Talbo, một nhân viên của nữ dân biểu Luzviminda Ilagan của đảng Gabriela đã bị tử vong tại hiện trường, các đại biểu khác Henry Teves của Negros Oriental, Wahab Akbar của Basilan và hai người khác bị thương. Xác của Talbo được tìm thấy bên trong xe của Ilagan.
De Venecia đã ra lệnh dò khắp các khu vực trong Batasan để dò tìm các quả bom có thể được cài khác. Tổng giám đốc Cảnh sát quốc gia Philippines Avelino Razon đã được Tổng thống Gloria Macapagal-Arroyo  ra lệnh đích thân giám sát điều tra vụ nổ.
Dân biểu Wahab Akbar qua đời trong bệnh viện do bị thương trong vụ nổ ở độ tuổi 47.
Dân biểu Teves bị tổn thương tai giữa nặng, rõ ràng khiến ông bị mất thính giác.